# Erodium macrocalyx
Erodium macrocalyx är en näveväxtart som först beskrevs av G. López, och fick sitt nu gällande namn av S. López Udias, C. Fabregat och G. Mateo. Erodium macrocalyx ingår i släktet skatnävor, och familjen näveväxter. Inga underarter finns listade i Catalogue of Life.